# Дани Душка Трифуновића
Дани Душка Трифуновића је књижевна манифестација која се традиционално, сваке године одржава у Палама. Догађај је посвећен животу и стваралаштву српског књижевника, пјесника и телевизијског аутора - Душка Трифуновића. Ова манифестација сваке године окупља пјеснике, књижевнике и глумце из Републике Српске и региона.